# بدر عبدالرحمن
بدر عبدالرحمن (انگلیسی: Bader Abdulrahman؛ زادهٔ ۲۹ اوت ۱۹۸۳) بازیکن فوتبال اهل امارات متحده عربی است.